# Appartement

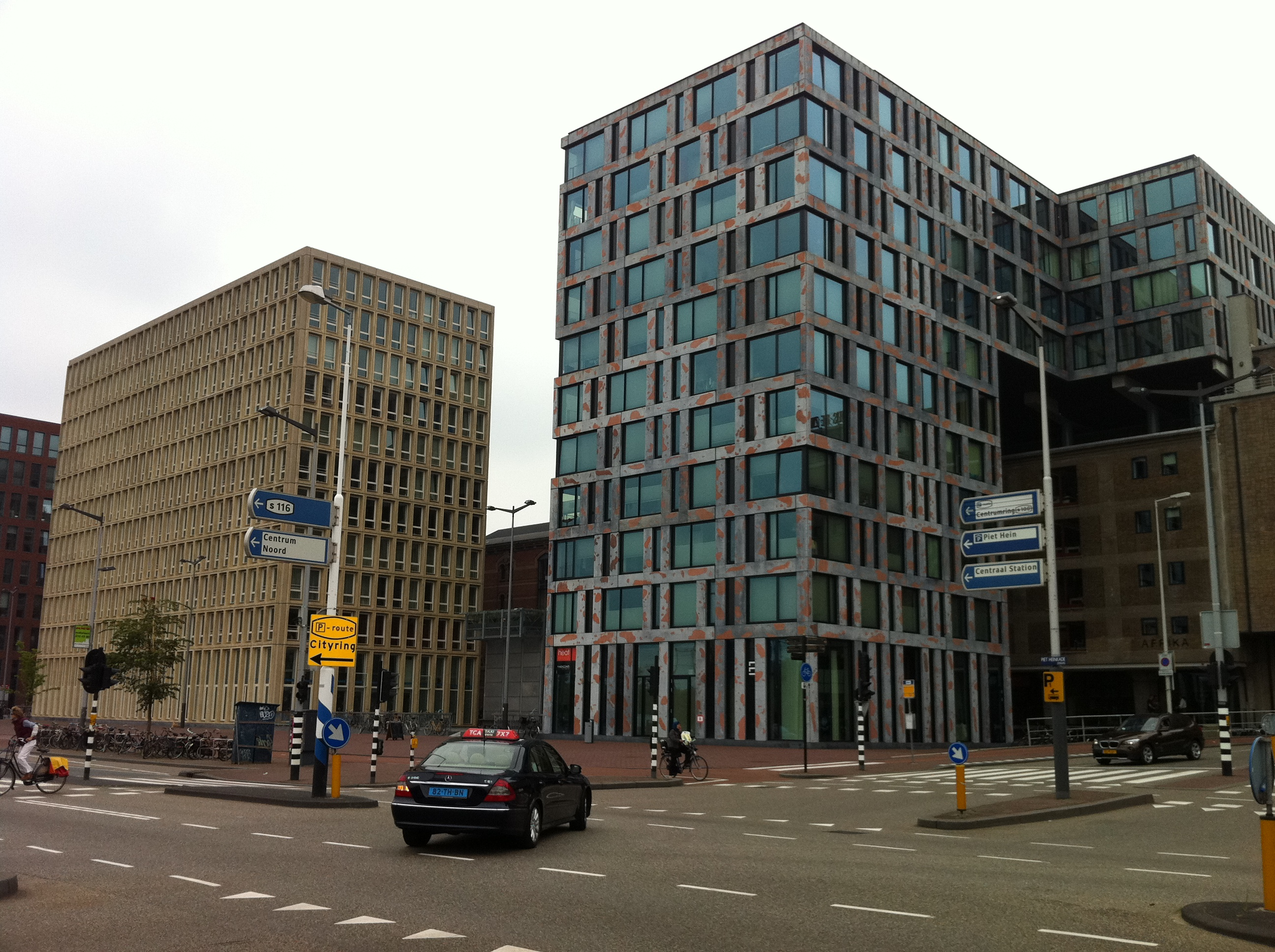
Huurappartementen van woningcorporatie Ymere in het Oostelijk Havengebied Amsterdam

Een appartement is een individuele woning in een groter gebouw met gemeenschappelijke delen zoals een flat of appartementsgebouw. Een appartement kan zowel onderdeel zijn van een klein appartementencomplex als van een torenflat. Een appartement is een woning van één verdieping; bij meerdere verdiepingen is het een maisonnette, bij twee verdiepingen noemt men dit in Vlaanderen een duplexappartement. Een eenkamerappartement, zonder aparte slaapkamer is een studio. Een dakappartement is een appartement op de bovenste verdieping, een penthouse is vaak groter en luxueuzer dan de overige appartementen.       

## Appartement of appartementsrecht

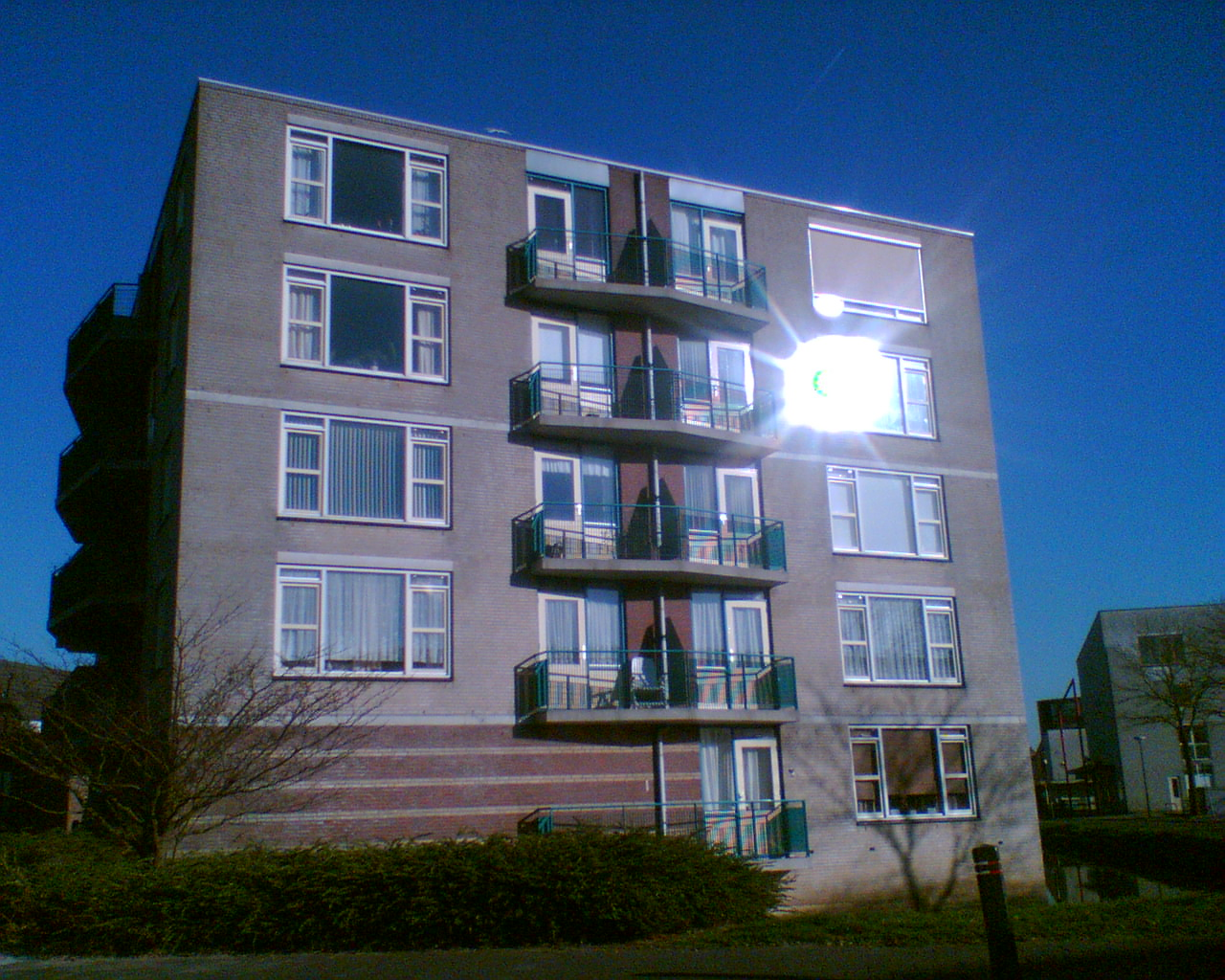
Appartementencomplex in Woerden

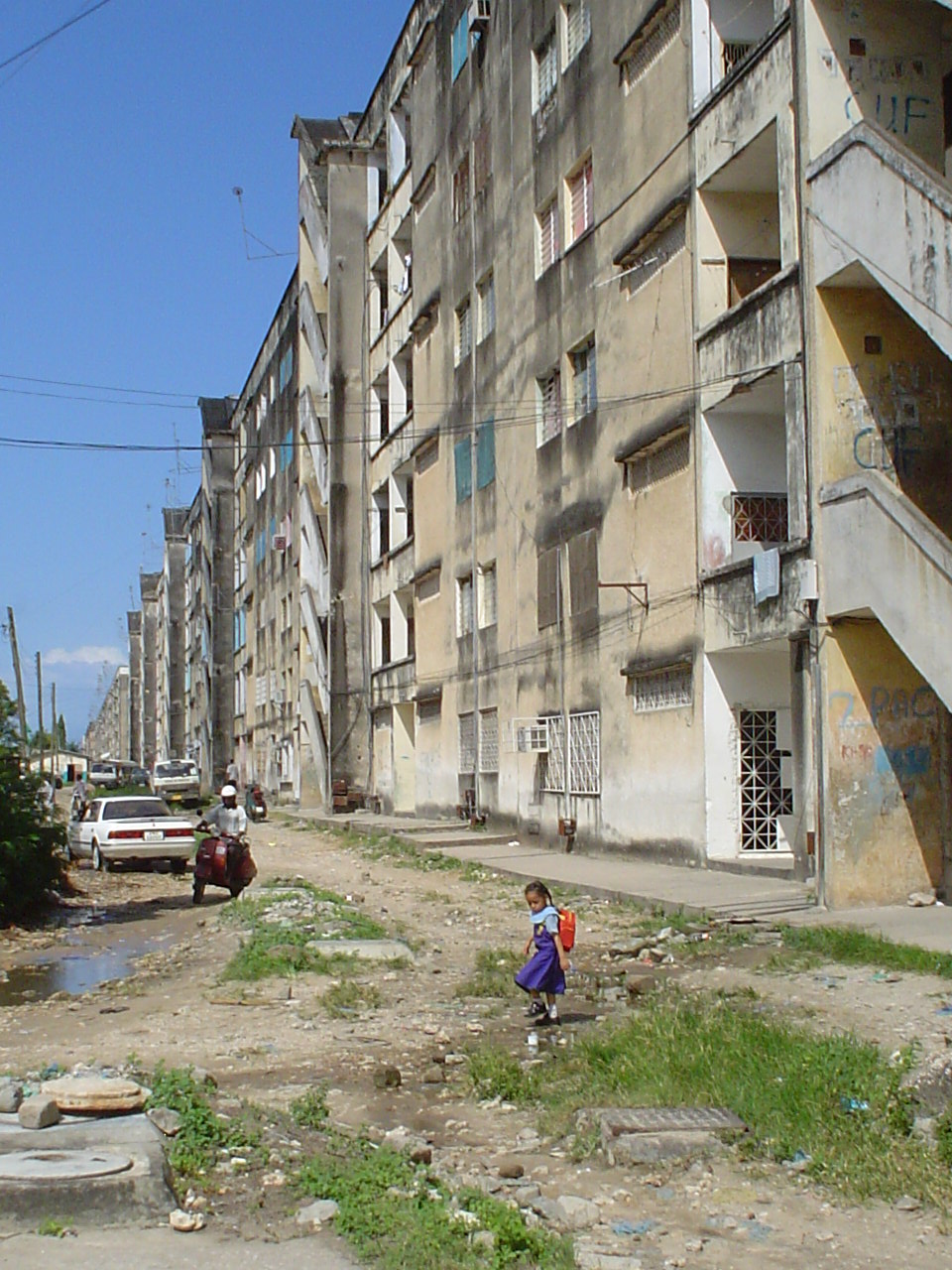
Appartementencomplex in Zanzibar (Tanzania)

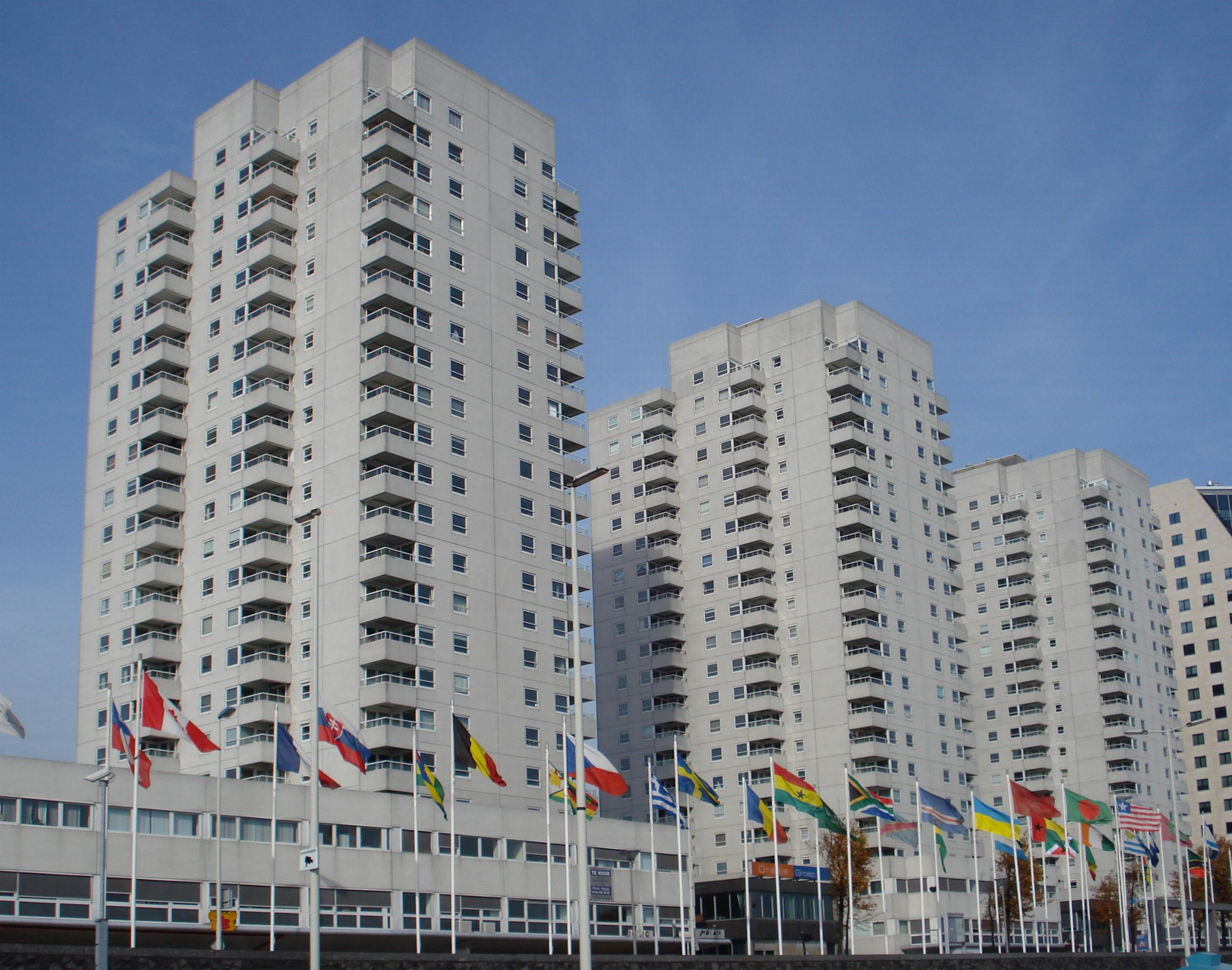
Appartementen in Rotterdam

Wat informeel het kopen van een appartement wordt genoemd, is juridisch het kopen van een appartementsrecht. Als een gebouw juridisch is gesplitst in appartementen, wordt de combinatie van het aandeel in het gebouw, het uitsluitend gebruiksrecht op een privégedeelte en het verplichte lidmaatschap van een vereniging van eigenaars (VvE) tezamen appartementsrecht genoemd. Onder appartement wordt in het spraakgebruik de afzonderlijke woning in een groter gebouw verstaan. Juridisch en fiscaal wordt de eigenaar van een appartementsrecht wel gewoon als woningeigenaar aangemerkt. Een belangrijk verschil tussen het bezitten van een appartementsrecht en een gewoon huis is echter wel dat bij het bezit van een appartementsrecht, de eigenaar te maken heeft met de VvE van het gebouw waar het appartement toe behoort. De VvE is de organisatiestructuur van alle eigenaren van de appartementsrechten van het betreffende gebouw. De Belgische tegenhanger van de VvE is de vereniging van mede-eigenaars (VME). De belangrijkste taken van de VvE zijn het onderhoud van de buitenkant van het gebouw en de gezamenlijke ruimtes en voorzieningen en het opstellen van de reglementen. Dat betekent onder andere dat de eigenaar van een appartementsrecht niet individueel verantwoordelijk is voor het onderhoud van bijvoorbeeld de buitenmuren van het betreffende appartement (en dat zelf ook niet mag doen) en te maken krijgt met verschillende regels omtrent de omgang met het eigen appartement, zoals bijvoorbeeld het type vloerbedekking (teneinde geluidshinder voor de benedenburen te voorkomen) en de installatie van afzuigkappen (vanwege stankoverlast voor de bovenburen).

## Servicekosten
Een appartement is onderdeel van een flat of portiekwoning. Er zijn gemeenschappelijke ruimtes en voorzieningen, zoals de entree, een eventuele tuin, een eventueel parkeerterrein, de gangen, het trappenhuis, het dak, het rioolsysteem, de kabels en leidingen, eventueel een lift en alle technische installaties die zich niet in een appartement bevinden. Voor het onderhoud van deze voorzieningen, voor het onderhoud aan de buitenkant van het gebouw (zoals de buitenmuren en de balkons), de verzekeringen en de elektriciteitsrekening van bijvoorbeeld een gemeenschappelijke lift zijn de eigenaren van appartementsrechten gezamenlijk verantwoordelijk, elk naar het aandeel of breukdeel dat in de splitsingsakte staat. 
Meestal is in het reglement opgenomen dat iedere eigenaar maandelijks een bepaald bedrag betaalt om in deze kosten te kunnen voorzien, de voorschotbijdragen. Eens per jaar wordt daarvoor een begroting opgesteld, worden de maandelijkse betalingen vastgesteld en aan het einde van het jaar wordt afgerekend. Soms moet er worden nabetaald, soms blijft er wat over. Het worden wel servicekosten genoemd maar dat is geen juiste benaming, het gaat om de bijdrage die leden van de VvE verplicht zijn te voldoen. Bij servicekosten gaat het meer om zaken als schoonmaak, glazenwassen, een conciërge  etc. en niet om onderhoud. Bij achterstallig onderhoud of onverwachte uitgaven, is het soms nodig dat de eigenaren een extra bedrag betalen indien de reserves ontoereikend zijn. De hoogte van deze maandelijkse (service-)kosten en extra heffingen worden bepaald door de VvE en door of namens de VvE geïnd.

## Woongebouw met huurwoningen
Huurders van appartementen in een woongebouw of -complex betalen via de servicekosten mee aan onderhoudswerkzaamheden die niet voor rekening van de verhuurder zijn. De posten welke onder servicekosten vallen moeten zijn benoemd in de huurovereenkomst. De verhuurder kan dus niet willekeurige of ongevraagde posten opnemen in de servicekosten.
Voor deze servicekosten zijn er in Nederland enkele stelregels van belang:
- Kosten die wettelijk ten laste van de verhuurder zijn mogen niet als servicekosten worden opgevoerd. De verhuurder kan de volgende kosten niet op de huurders verhalen: onderhoud aan het bouwwerk, waarin inbegrepen de liftinstallatie, belpaneel, automatische deuren, verlichtingsinstallaties, blus- en drinkwaterinstallaties, bemalingspompen, reparaties aan de gemeenschappelijke voorzieningen, bestrating, schade door vernieling in de gemeenschappelijke ruimten, glasbewassing van vensters waar de bewoner zelf niet bij kan, OZB, rioolrecht, opstalverzekering, administratiekosten voor zover van toepassing op het beheer van de woonruimten, huismeester voor zover deze werk doet dat onder de verplichtingen van de verhuurder valt. Alle bepalingen die vallen onder het Bouwbesluit, Bouwverordening en de Bouwvergunning vallen onder de kosten van de verhuurder. Als bijvoorbeeld in de Bouwvergunning is omschreven dat brandblussers aanwezig moeten zijn, dan mogen de kosten hiervoor niet worden doorberekend aan de huurders.

De verhuurder kan de volgende kosten op de huurders verhalen:
- schoonhouden en ontstoppen van afvoeren en goten waar de huurder zelf niet bij kan, vegen van schoorstenen en afvoerkanalen waar de bewoner zelf niet zonder risico's bij kan, glasbewassing van vensters waar de bewoner zelf zonder risico's bij kan, schoonmaakkosten van gemeenschappelijke ruimten, onderhoud van geiser en boiler, hovenierswerk voor zover het groen deel uitmaakt van het gehuurde, kosten voor de huismeester, voor zover deze werk uitvoert die eigenlijk voor de kosten van de huurder zijn.

Alleen de werkelijke kosten van diensten die volgens het huurcontract zijn overeengekomen, mogen in de servicekosten worden doorberekend. Hierbij mag geen sprake zijn van winst of winstoogmerk. Als administratiekosten mag de verhuurder in Nederland maximaal 5% in rekening brengen. Eens per jaar, voor 1 juni, worden de voorschotbedragen van het voorgaande kalenderjaar vergeleken met de werkelijke kosten en met de huurders verrekend. De huurder is pas gehouden een verhoging van de servicekosten te accepteren, als deze zijn gespecificeerd door de verhuurder. Op verzoek van de huurder is de verhuurder bovendien gehouden alle van toepassing zijnde kosten te onderbouwen met rekeningen. Zonder specificatie of zonder onderbouwing hiervan, zijn de huurders niet gehouden aan een verhoging van de voorschotbedragen.

### Geschil
Voor een geschil over de servicekosten kan de huurder of de huurdersvereniging in Nederland bezwaar aantekenen bij de Huurcommissie. Dit kan tot een termijn van twee jaar na de wettelijke termijn waarop de juiste (en op verzoek onderbouwde) specificatie door de verhuurder is, of had moeten worden, verstrekt. De Huurcommissie kan de verhuurder dwingen om de werkelijke kosten inzichtelijk te maken. Als de verhuurder ook dan nog weigert, dan zal de Huurcommissie bepalen dat de betaalde voorschotten servicekosten geheel of gedeeltelijk moeten worden gerestitueerd aan de huurders. De uitspraak van de huurcommissie is bindend, tenzij de huurder of de verhuurder binnen 8 weken in beroep gaat bij de rechter. Deze geeft dan een definitieve beschikking. Een geschil oplossen via de huurcommissie kan uitsluitend in geval van niet-geliberaliseerde huurwoningen. Geschillen bij geliberaliseerde huurwoningen moeten aan de rechter worden voorgelegd

### Naheffing
Hoewel ieder jaar een afrekening van de servicekosten dient te worden gemaakt, zijn de termijnen streeftermijnen. Doet de verhuurder het te laat, dan betekent dit niet dat de servicekosten niet meer inbaar zijn. Hiervoor gelden in Nederland de regels van de verjaring, en in principe geldt een termijn van 5 jaar. Het betekent, vaak tot ergernis van betreffende (ex-)huurder, dat verhuurders zelfs na jaren een eventueel negatief verschil tussen gemaakte en betaalde servicekosten kunnen naheffen. Aan de andere kant kan een huurder eveneens binnen deze termijn een positief verschil terugvorderen, alleen, hij is hier uiteindelijk wel afhankelijk van het verstrekken van een afrekening door de verhuurder.